# Ernst & Young BKK
Die EY Betriebskrankenkasse ist als deutsche Betriebskrankenkasse ein Träger der gesetzlichen Krankenversicherung. Sie steht den Mitarbeitern der EY GmbH & CO. KG Wirtschaftsprüfungsgesellschaft und den berechtigten Betrieben offen.

## Geschichte
1999 wurde für die Mitarbeiter des Unternehmens EY GmbH & CO. KG Wirtschaftsprüfungsgesellschaft (vormals Ernst & Young GmbH WPG) die Kasse gegründet.

## Weblink
- Offizielle Website